# Drainage (médecine)
Pour les articles homonymes, voir Drainage.
En médecine, le terme drainage désigne la mobilisation, soit vers l’extérieur de l’organisme, soit vers une structure de collection à l’intérieur de l'organisme, de substances liquidiennes ou de masses gazeuses qu’elles soient  physiologiques ou pathologiques.

## Historique
Le mot « drainage » est un emprunt à l'anglais, du XIXe siècle (anglicisme). Le terme en français avait d'abord une connotation agricole.
En 1892, le chirurgien autrichien Winiwater publie un ouvrage sur le tissu conjonctif et les œdèmes d'origine lymphatique alors qu’en France, en 1898, le docteur Fège (hôpital Necker de Paris) publie un article médical sur une nouvelle méthode de massage : « le massage précoce post-traumatique ». Quelques années plus tard, en 1936, avec les connaissances anatomiques nouvelles et les nouveaux éléments du savoir en physiologie, Émile Vodder présente sa méthode de drainage lymphatique manuel (DLM), celle qui est pratiquée de nos jours.

## Différentes formes de drainage médical
On distingue plusieurs formes de drainage médical, à différencier du  drainage chirurgical :
- le drainage postural est une méthode de kinésithérapie qui utilise la gravitation terrestre en plaçant en déclivité la partie du corps concernée d'un patient de façon à faciliter l’écoulement 
  - Surélever les jambes : drainage veino-lymphatique
  - Thorax penché en avant : drainage des bronches.
- la kinésithérapie respiratoire qui consiste à aider le sujet à expectorer (vider ses bronches) avec du clapping (taper sur le thorax) ou, surtout chez les jeunes enfants atteints de bronchiolite ou de mucoviscidose, en comprimant fortement la cage thoracique lors de l'expiration[3] ;
- le drainage manuel lymphatique ou drainage lymphatique par massages doux, rythmés à pression progressive le long d’un membre (membre supérieur en cas de lymphœdème après opération sur le sein (cancer du sein, suivie d'un curage axillaire[4] par exemple), membre inférieur en cas d’œdème veineux ou lymphatique (avec des indications médicales précises) ;
- le drainage veino-lymphatique par la méthode de pressothérapie (en anglais : pressure therapy). Cette technique utilise des appareils à gradient de pression physiologique avec des bottes gonflables (ou des brassards) activées par un compresseur à air (la pression augmente progressivement, allant de 40 à 80 millibars) ;
- le drainage veino-lymphatique par port de bas ou de bandage de contention. L'activité des muscles de la jambe, couplée avec la pression du bas de contention, favorise la mobilisation du sang veineux et de la lymphe en agissant comme une pompe sur les structures vasculaires[5].

## Articles externes
- Drainage (chirurgical)
- Système lymphatique
- Retour veineux
- Varice